# Republica Populară Donețk

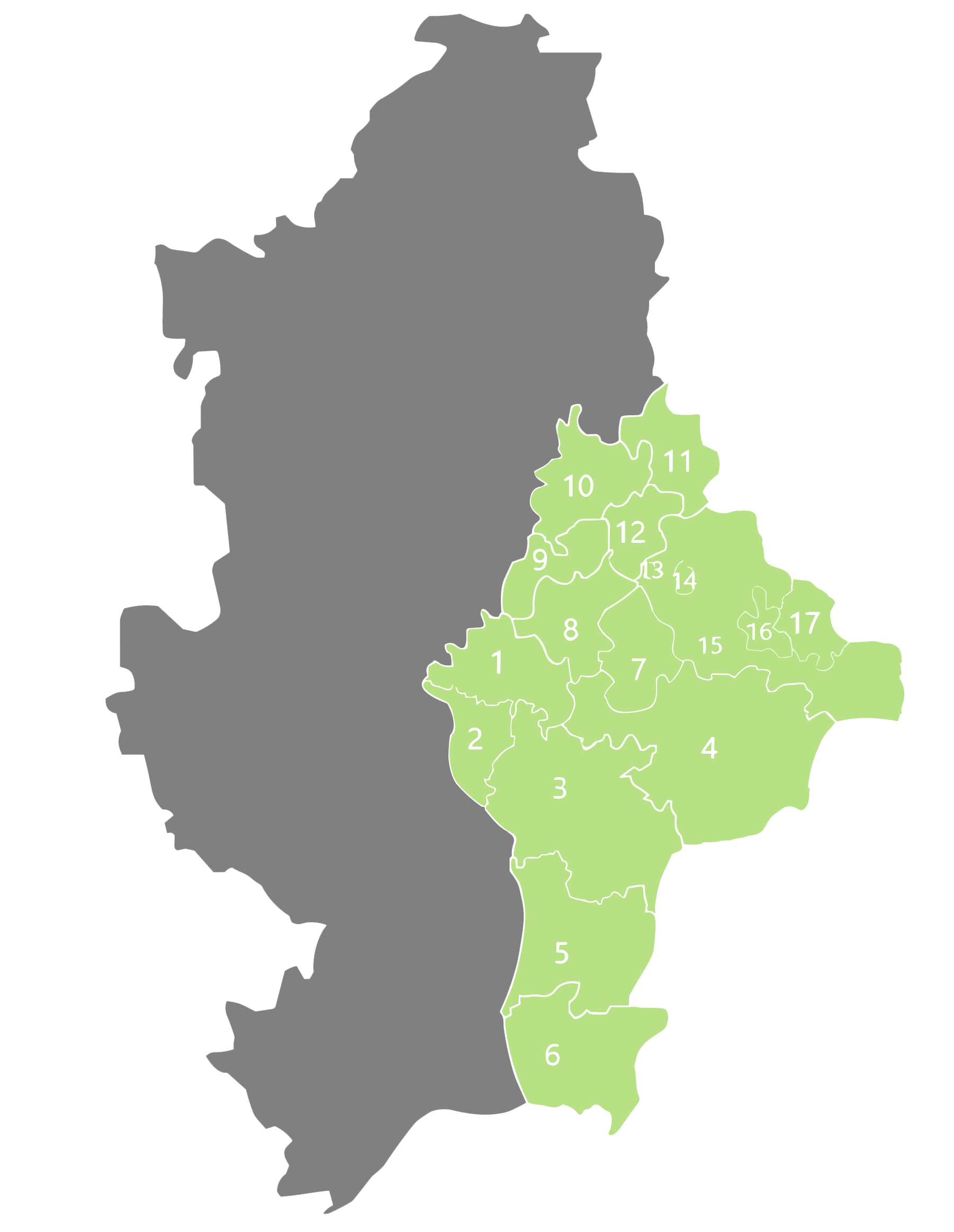
Raioanele controlate de separatiști în cadrul regiunii Donețk.

Republica Populară Donețk (rusă Донецкая народная республика) este o republică a Federației Ruse aflată pe teritoriul recunoscut de către comunitatea internațională ca fiind parte a Regiunii Donețk din componența Ucrainei. Până în 2022 a fost un stat auto-proclamat. Aceasta s-a format la 7 aprilie 2014 în urma protestelor proruse din sud-estul Ucrainei. Crearea Republicii Populare Donețk a fost anunțată de susținătorii federalizării Ucrainei. Actuala guvernare a Ucrainei caracterizează structura dată fiind o organizație teroristă separatistă.
Republica Populară Donețk și-a încetat existența ca stat la 30 septembrie 2022, atunci când Federația Rusă a revendicat patru regiuni din Ucraina (care includ și Republicile Populare Donețk, respectiv Luhansk).
La 13 aprilie 2014 de facto RPD a stabilit controlul în aproape toată Regiunea Donețk. Conform împărțirii administrative a Ucrainei, Regiunea Donețk este parte componentă a țării. 
Potrivit Kievului, separatiștii proruși din estul Ucrainei sunt militanți înarmați care ar avea legătură cu armata rusă (în special cu GRU), de asemenea tehnica lor de luptă este rusă.
La 11 mai 2014 s-a realizat un referendum controversat în urma căruia „Republica Populară Donețk” și-a declarat unilateral independența. Pavel Gubarev, așa-zisul guvernator al regiunii, a declarat că urmează unirea cu „Republica Populară Lugansk” pentru crearea Novorosiei și aderarea acestui nou stat la Uniunea Vamală.  Referendumul nu a fost recunoscut de Kiev și unele țări din Occident, dar Rusia a declarat că respectă dorința „poporului”. Unirea celor două formațiuni separatiste n-a mai avut loc.
Pe data de 22 februarie 2022 Rusia a declarat oficial că recunoaște independența Republicii Donețk în hotarele întregii regiunii Donețk de până la Războiul din Donbas, deși separatiștii controlau doar circa o treime din teritoriul acesteia.
Pe 5 octombrie 2022 septembrie Federația Rusă a anexat Republica Populară Donețk care a devenit oblastul Donețk a Federației. Această anexare nu a fost recunoscută internațional.

## Acțiunile antisemite din 2014
În ziua de Passover, 2014, un grup de agitatori mascați au distribuit evreilor care ieșeau de la sinagoga din orașul Donetsk pliante în care amenințau pe cei peste 16 ani cu deportarea dacă nu-și declarau averea și proprietățile până la 3 mai 2014 și nu se înregistrau la noile autorități proruse contra unei „taxe” de 50 de dolari americani.
Ulterior s-a constatat că era o acțiune de provocare a unor extremiști care doreau să-i sperie pe evrei deoarece aceștia sprijineau autoritățile ucrainene..Deși s-a constatat că nu era vorba despre o acțiune a autorităților separatiste, Statele Unite și alte țări au decis să monitorizeze situația. După provocarea respectivă nu au fost înregistrate alte acțiuni antisemite în Donețk.